# Arthur Rakobrandt

Arthur Rakobrandt

Arthur Rakobrandt (* 19. Juni 1878 in Steglitz; † 17. Juni 1948) war ein deutscher Politiker (NSDAP) und SA-Führer.

## Leben
Nach dem Besuch von Gymnasien in Wriezen, in Berlin-Steglitz und Brandenburg trat Rakobrandt in das Deutsche Heer: Am 1. April 1899 wurde er Fahnenjunker. 1900 erfolgte die Beförderung zum Leutnant, 1910 die Beförderung zum Oberleutnant und 1913 zum Rittmeister. Von August 1914 bis November 1918 nahm Rakobrandt am Ersten Weltkrieg teil. Im Krieg wurde er unter anderem mit dem Eisernen Kreuz beider Klassen ausgezeichnet. Nach dem Krieg trat er in ein Freikorps über, mit dem er in den Aufständen in Oberschlesien kämpfte. Er erhielt den Schlesischen Adler II. Klasse. Schließlich gehörte er noch bis 1921 der Reichswehr an, aus der er als Major verabschiedet wurde.
Von 1922 bis 1927 war Rakobrandt als Kreisgeschäftsführer im Ostpreußischen Heimatbund tätig. In dieser Zeit war er außerdem in der dem Stahlhelm, Bund der Frontsoldaten nahestehenden Organisation Wehrwolf tätig und wurde für den Wehrwolf und den Stahlhelm Kreisführer im Kreis Fischhausen.
1927 siedelte er nach Bayern über, wo er zum 1. Mai 1929 der NSDAP beitrat (Mitgliedsnummer 129.494) und Ortsgruppenleiter in Kiefersfelden-Oberaudorf wurde.
Der SA schloss er sich 1929 an. Nachdem er Anfang Juli 1932 zum SA-Oberführer ernannt worden war, leitete er von diesem Zeitpunkt an bis März 1933 die selbständige SA-Untergruppe Franken. Danach war er bis Juli 1933 SA-Sonderkommissar der Obersten SA-Führung (OSAF) bei der Kreisregierung von Niederbayern-Oberpfalz. Von März 1933 bis Mitte Mai 1937 leitete er von Bayreuth aus die  SA-Gruppe Bayerische Ostmark. Anfang Juli 1933 wurde er innerhalb der SA zu Brigadeführer und zwei Monate danach zum Gruppenführer befördert.
Von November 1933 bis zum Ende der NS-Herrschaft im Frühjahr 1945 saß Rakobrandt als Abgeordneter der NSDAP zunächst für den Wahlkreis 25 (Niederbayern) und ab April 1938 für den Wahlkreis 34 (Hamburg) im Reichstag. Am 1. April 1937 übernahm Rakobrandt das Amt des Landesgruppenführers VII (Südbayern) des Reichsluftschutzbundes (RLB). Am 9. November 1938 wurde er zum SA-Obergruppenführer ernannt. Anfang Juli 1942 wurde er im Rang eines Generalluftschutzführers zum Stabschef im Präsidium des RLB befördert.